# 赫米绍芬铁路桥

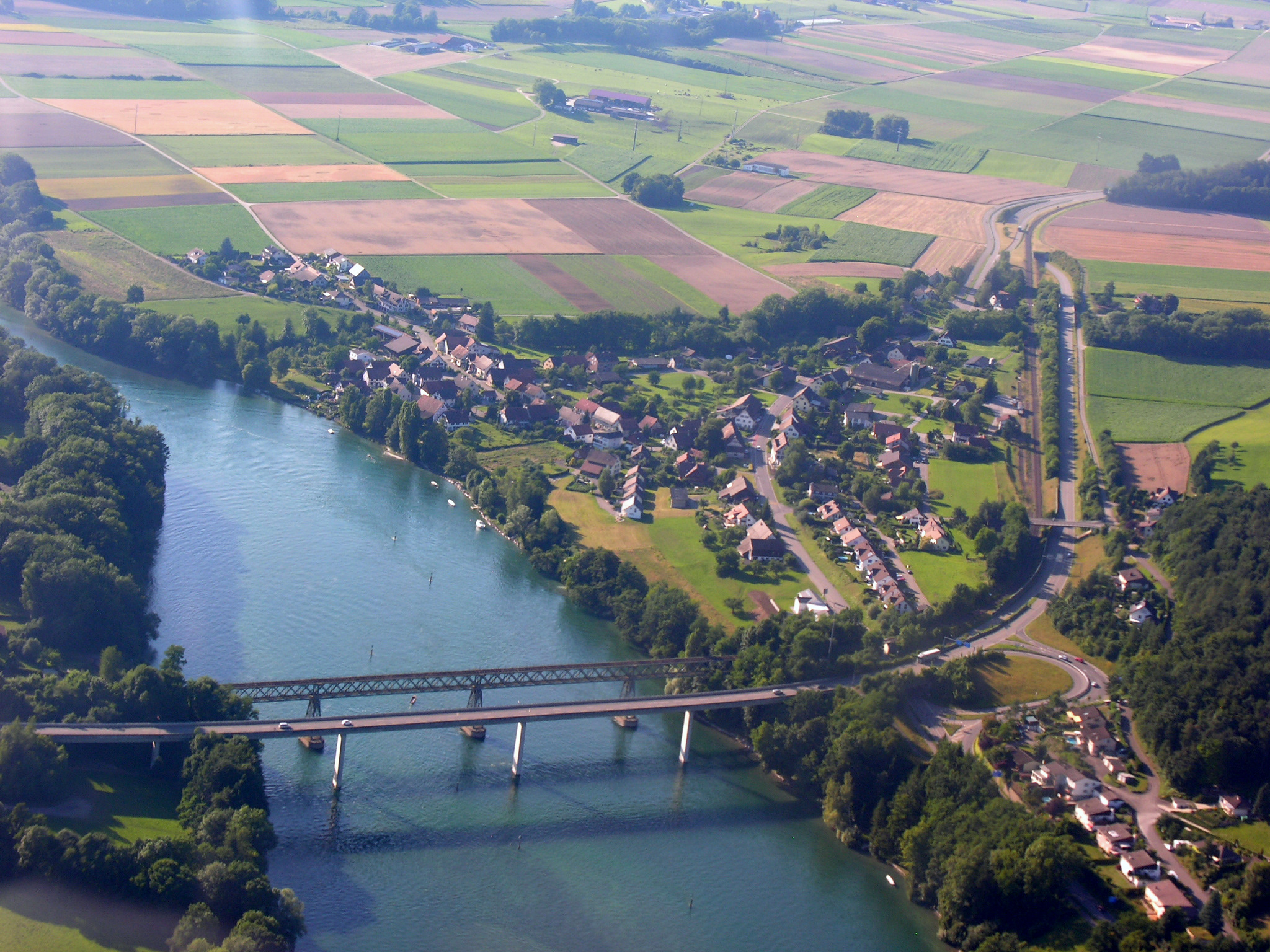
赫米绍芬铁路桥与公路桥

赫米绍芬铁路桥是瑞士东北部的一座单线铁路桁架桥，跨过莱茵河连接沙夫豪森州的赫米紹芬与图尔高州的瓦根豪森，1875年建成通车。